# Kalungwishi
Der Kalungwishi ist ein Fluss in Sambia. Er gehört zum Flusssystem des Kongo.

## Verlauf
Der Fluss entspringt auf 1600 m Höhe, etwa 30 westlich des Ortes Kapatu, 100 km nordwestlich von Kasama im nördlichen Hochland von Sambia in dessen Nordprovinz, genauer gesagt in dem Distrikt Lunte. Der Kalungwishi fließt zunächst 50 km nach Westen, bis er auf die Grenze zwischen der Nordprovinz und der Provinz Luapula trifft, die er ab da bis fast zu seiner Mündung bildet. Er fließt weiter 170 km nach Nordwesten und nimmt dabei nach etwa der Hälfte seines Weges von rechts den Luangwa und von links den Lufubu, seine größten Nebenflüsse, auf. Bald darauf bildet er die Ostgrenze des Lusenga-Plain-Nationalparks. Der Kalungwishi mündet bei Kafulwe Mission, einem relativ dicht besiedelten Gebiet, in den Mwerusee. Kurz vor der Mündung nimmt er aus dem Norden das Wasser aus dem Mweru-Wantipa-See auf. Der Fluss entwässert ein Gebiet von 15.250 km².

## Hydrometrie
Die Abflussmenge des Kalungwishi wurde am Pegel Kundabwikufälle, bei 80 % des Einzugsgebietes, zwischen 1963 und 1992 in m³/s gemessen.

## Energiegewinnung
Die großen Gefälleverhältnisse im Flusslauf haben das Interesse der Elektrizitätserzeuger in Sambia auf sich gezogen. Es wäre eine ideale Energiequelle, um den Norden des Landes zu versorgen.

## Tourismus
Der Kalungwishi ist im Norden ein beliebtes Safariziel. Er bietet eine ganze Reihe imposanter Wasserfälle: die Lumangwe-Fälle, Chimpepefälle, Kabwelumafälle, Kundabwikufälle und Mumbulumafälle .